# Polesworth
Polesworth is een civil parish in het bestuurlijke gebied North Warwickshire, in het Engelse graafschap Warwickshire met 8423 inwoners.